# 南燕 (春秋)
南燕（なんえん）は、周朝の諸侯国。爵位は伯爵。国君は姞姓。始封の国君は伯鯈で黄帝の末裔。現在河南省新郷市延津県北東に位置し、秦・漢時期には故地に燕県が設置された。
『春秋左氏伝』には春秋時代の史事として「南燕の建国は召公奭の北燕よりも早い」とある。
魯の隠公5年に衛人は南燕の精鋭を以て鄭を伐した。桓公12年に宋公と南燕人が穀丘で盟を結んだ。桓公13年に紀侯・鄭伯・斉侯・宋公・衛侯・南燕人が戦い、斉・宋・衛・南燕が敗北した。桓公18年に王子克が南燕に奔した。荘公19年に衛と南燕が周を討伐した。荘公20年に南燕の燕伯仲文は鄭伯に捕らえられた。宣公3年、鄭の文公には妾の燕姞がいた。
これらすべての燕が南燕を指しており、召公奭の燕は「北燕」で記されている。

## 歴代君主
- 伯鯈（中国語版）
- 燕伯仲文